# NGC 5303
NGC 5303 (również PGC 48917 lub UGC 8725) – galaktyka spiralna (Sc/P), znajdująca się w gwiazdozbiorze Psów Gończych. Odkrył ją William Herschel 16 maja 1787 roku.
W galaktyce tej zaobserwowano supernową SN 2003ed.